# Околово (Логойський район)
Околово — (біл. вёска Акалова), село (веска) в складі Логойського району розташоване в Мінській області Білорусі, адміністративний центр Околовської сільської ради.
Село Околово розташоване в центральних районах Білорусі, у північній частині Мінської області - орієнтовне розташування [Архівовано 25 грудня 2018 у Wayback Machine.].